# Karowe AK6
Karowe AK6 là viên kim cương lớn thứ nhì thế giới, sau viên kim cương Cullinan. Viên kim cương này có khối lượng 1.111 carat (khoảng 0,22 kg), kích cỡ 65 x 56 x 40 mm, bằng khoảng 1 quả bóng tennis, đây là viên kim cương thô lớn thứ 2 thế giới được phát hiện tại mỏ Karoew, Botswana 16/11/2015. Một ngày sau, hai viên kim cương khác có trọng lượng 813 và 374 cũng được tìm thấy ở mỏ này. Kể từ khi ống AK6 pipe được mở ra 18 tháng trước đó, người ta đã thu được từ mỏ này hơn 1 triệu carrat kim cương.. Karowe là viên kim cương lớn nhất từng được phát hiện trong 100 năm trở lại đây.
Viên kim cương Karowe AK6 đang thuộc sở hữu của Tập đoàn đá quý Lucara với trụ sở đặt tại Vancouver, Canada. Nó được xếp vào kim cương loại IIa - loại kim cương có chất lượng tốt và gần như không có tạp chất. Các chuyên gia dự đoán rằng giá trị của Karowe AK6 sẽ vào khoảng từ 40 đến 60 triệu đô la Mỹ.
Karowe AK6 không màu/màu trắng, kim cương loại IIa.